# Kurt Hinsch
Kurt „Malek“ Hinsch (* 28. November 1920 in Schlesien; † unbekannt) war ein deutscher Fußballspieler. Von 1947 bis 1954 absolvierte er in der damals erstklassigen Fußball-Oberliga Nord für die Vereine SC Concordia Hamburg und Altona 93 insgesamt 148 Pflichtspiele und erzielte 104 Tore. Als Aktiver der Militärmannschaft Heeres Sport-Verein Groß Born zog er in der letzten Kriegsendrunde um die Deutsche Fußballmeisterschaft 1943/44 in das Halbfinale ein. Mit der Verbandsauswahl des Niederrheins stand der Angreifer in der Serie 1941/42 als Aktiver des SSV Wuppertal 04 gleichfalls im Halbfinale des Wettbewerbs um den Reichsbundpokal.

## Laufbahn

### Jugend und Fußball während des Krieges, bis 1945
Der in Schlesien geborene Kurt Hinsch hatte sich seinen Beinamen „Malek“ zugelegt, weil er den Beuthener Nationalspieler Richard Malik verehrte, dessen Schreibweise dann in Hamburg etwas verhunzt wurde. In Hamburg spielte er bereits in der Jugend für Concordia, wo dann 1937 ein ungewöhnlich talentierter Jahrgang mit Hinsch, Ingo Röhrig, Günther Rutz, Hermann Stuhlmacher, Karl-Heinz Stuhr und Gerd Rabin aus der Jugend in den Seniorenbereich aufrückte. Schon zwei Jahre später schossen die Talente um „Malek“ Hinsch die Rot-Schwarzen in die Gauliga Nordmark.
Wie lange Hinsch im Kriegsjahr 1941 für Concordia noch aktiv war, ist nicht bekannt, doch im Spiel im Wettbewerb um den Reichsbundpokal am 9. November 1941 in Karlsruhe zwischen Baden und dem Niederrhein lief der vorherige Cordi-Angreifer im Angriff des mit 3:1 siegreichen Gästeteams vom Niederrhein auf und wurde dabei als Spieler vom SSV Wuppertal geführt. Er erzielte einen Treffer an der Seite von Mittelstürmer August Gottschalk. Beim 6:2-Erfolg am 14. Dezember 1941 in Düsseldorf gegen Kurhessen zeichnete er sich als vierfacher Torschütze aus. Herausragend war der 1:0-Erfolg vom Niederrhein am 7. September 1942 im Halbfinale in Wien gegen die leistungsstarke Auswahl vom Gau Donau/Alpenland mit deren Internationalen Karl Decker, Franz Hanreiter und Ludwig Durek. In Wien stürmte „Malek“ Hinsch an der Seite von den Angriffskollegen Paul Winkler, August Groß, Manfred Pitton und Josef Arens. Linksaußen Arens gelang in der 46. Minute vor 30.000 Zuschauern im Praterstadion der Siegtreffer zum 1:0. Beim siegreichen Finalspiel am 15. November gegen die Nordmark-Auswahl (2:1) stand Hinsch aus unbekannten Gründen nicht im Niederrhein-Team.
In den zwei letzten Kriegsrunden lief der Torjäger auch für den Hamburger SV und HSV Groß Born, den Gaumeister aus Pommern, auf. In der Saison 1943/44 wird er zuerst am 12. und 18. Rundenspieltag, den 9. Januar 1944 und 26. März 1944 als Angreifer des Hamburger SV bei den knappen Erfolgen gegen Altona 93 (2:1) und Victoria Hamburg (1:0) notiert. Im April bis Juni 1944 folgt sein erfolgreicher Auftritt beim Gauligameister Pommern im Trikot von Groß Born in der Endrunde um die deutsche Fußballmeisterschaft. Die Endrunde eröffnet der Meister von Pommern am 16. April 1944 mit einem 6:4-Erfolg gegen LSV Rerik, den Meister aus Mecklenburg. In der Vorrunde folgte am 7. Mai ein 10:3-Auswärtserfolg beim VfB Königsberg, in der Zwischenrunde vor 12.000 Zuschauern in Stettin ein 3:2-Erfolg gegen Hertha BSC. Das Halbfinalspiel wurde am 4. Juni in Hannover vor 20.000 Zuschauern mit 2:3 gegen den LSV Hamburg verloren. Mitspieler von „Malek“ Hinsch in der Endrunde waren Spiele wie Torhüter Alexander Martinek, Verteidiger Kurt Hallex, Mittelläufer Wilhelm Sold und die Angreifer Ernst Plener, Edmund Conen und Justus Eccarius. In vier Endrundeneinsätzen hatte Hinsch sechs Treffer erzielt.
In der Jahreswende 1944/45 lief er nochmals in drei Spielen für den Hamburger SV in der Gauliga Hamburg auf: Das erste Spiel fand am 25. Dezember 1944 gegen Victoria (6:2) mit zwei Hinsch-Treffern statt, das zweite Spiel am 7. Januar 1945 gegen die Barmbecker SG (9:1) mit wiederum zwei Treffern von Hinsch, ehe das dritte Spiel am 21. Januar einen 10:2-Erfolg gegen die KSG Alsterdorf mit vier weiteren Treffern von „Malek“ Hinsch erbrachte.

### Nach dem Zweiten Weltkrieg, Oberliga Nord bis 1954
Nach Ende des Zweiten Weltkriegs spielte der Torjäger wieder für seinen Heimatverein SC Concordia. In der Stadtliga Hamburg belegte „Cordi“ 1946 den 6. Rang. In der Saison 1946/47 qualifizierte sich Hinsch mit seiner Mannschaft als 3. in der Stadtliga Hamburg für die ab 1947/48 startende Oberliga Nord.
In der Oberliga Nord lief der laufstarke Angreifer mit Torjägerqualitäten zu großer Form auf. Als Mannschaftskapitän und Torjäger avancierte er zur überragenden Spielerpersönlichkeit und wurde zu einer der Legenden von „Cordi“. Von 1947 bis 1952 erzielte „Malek“ Hinsch in fünf Spieljahren in 113 Oberligaspielen 80 Tore für die Marienthaler. Herausragend waren in der Startrunde 1947/48 seine fünf Treffer am 16. November 1947 beim 6:3-Auswärtserfolg bei Holstein Kiel. Leider gehörten auch negative Auftritte zum Verhalten des auch spielerisch starken Angreifers. Beim Rückspiel gegen die Kieler „Störche“ am 7. März 1948 war er erneut der Mann des Tages – diesmal allerdings in negativer Hinsicht. Nachdem er seinen Kieler Gegenspieler per Faustschlag niedergestreckt hatte, weigerte er sich beharrlich, dem ausgesprochenen Platzverweis Folge zu leisten, so dass letztlich sogar die Polizei anrücken musste. Die letzten Oberligatore für Concordia erzielte der 31-Jährige Stürmer am 30. März 1952 beim 8:1-Heimerfolg gegen Bremerhaven 93, als er nochmals als zweifacher Torschütze in Erscheinung treten konnte.
Er wechselte zur Saison 1952/53 zu den Schwarz-Weiß-Roten des Traditionsklubs Altona 93. Das Team aus Bahrenfeld war als Dritter der Oberligaaufstiegsrunde nachträglich wegen des Zwangsabstiegs von Eintracht Braunschweig in die Oberliga Nord aufgenommen worden. Neben Hinsch schloss sich auch noch der jahrelange Dirigent des HSV-Spiels, Heinz Spundflasche und Dieter Seeler, Karl-Heinz Keil und Kurt Reich der Mannschaft von der Adolf-Jäger-Kampfbahn an. Am 24. August 1952 wurde mit einem Auswärtsspiel gegen die „Rautenträger“ des HSV die Runde in der Oberliga Nord gestartet. Die AFC-Elf von Trainer Herbert Panse lieferte bei der 3:4-Niederlage dem Favoriten einen großen Kampf und führte zur Halbzeit mit 2:1. Hinsch erzielte für seinen neuen Verein sogleich zwei Tore. Der NWDR (Nordwestdeutscher Rundfunk) übertrug zum ersten Mal in Deutschland ein Fußballspiel in voller Länge. Beim torreichen 7:4-Heimerfolg am 14. September 1952 gegen Werder Bremen zeichnete sich Hinsch mit vier Treffern aus, beim 8:7-Auswärtserfolg am 26. Oktober beim späteren Absteiger Eintracht Osnabrück steuerte er drei Tore bei. Der AFC belegte den sechsten Rang und Hinsch hatte mit 23 Treffern seine herausragenden Torjägerqualitäten eindrucksvoll unter Beweis gestellt.
In seiner zweiten Oberligarunde für Altona konnte er 1953/54 infolge anhaltender Verletzungsfolgen lediglich noch sechs Ligaspiele (1 Tor) bestreiten. Sein letztes Oberligaspiel bestritt der langjährige Torjäger in der Oberliga Nord am 24. Januar 1954 bei einem 2:1-Heimerfolg gegen Victoria Hamburg an der Seite der Angriffskollegen Dieter Seeler, Heinz Spundflasche, Linksaußen Heiner Reiß und seinem Nachfolger als Torjäger, Werner Erb.
Altona belegte am Rundenende den ausgezeichneten dritten Rang und „Malek“ Hinsch beendete seine höherklassige Spielerlaufbahn.